# Мульчер
Мульчер (лісовий подрібнювач,англ. Mulcher), лісовий  мульчер – це обладнання, призначене для валки і поверхневого подрібнення дерев, пнів та чагарникової рослинності. Саме слово "мульчер" утворено від слова "мульча" - подрібненого матеріалу (трісок, листя тощо), який утворюється при роботі мульчера.

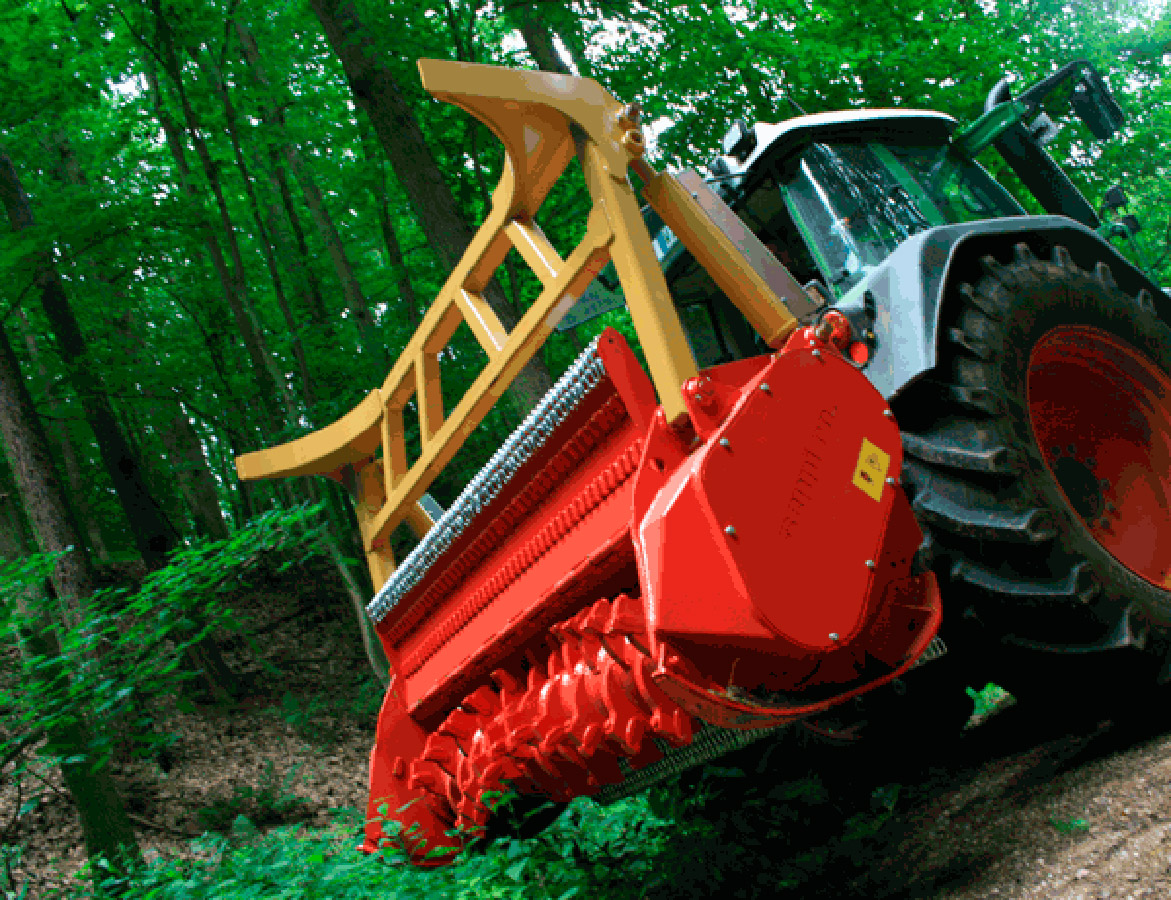
Мульчер

Найчастіше мульчер є навісним обладнанням, яке навішується на різні шасі: трактори, навантажувачі, екскаватори. Існують також так звані "самохідні мульчери", в яких роль енергозасобу виконує трактор, спеціально розроблений для роботи з мульчером. Робочий пристрій - важкий металевий (сталевий) ротор з встановленими на ньому рухомими молотками (ножами) або нерухомими різцями. Корпус мульчера  має відкриваючу частину (капот), за допомогою якого можна регулювати пропускну здатність для мульчера і ступінь подрібнення матеріалу. Мульчери, як правило, мають також рамку-штовхач, яка нахиляє і направляє падаючі дерева по ходу руху трактора, що з одного боку зручно в роботі, а з іншого боку захищає кабіну трактора.

Таким чином, основне завдання мульчера - розчищення території від деревно-чагарникової рослинності. Мульчери широко застосовуються при вирішенні таких завдань:
- Розчищення територій під лініями електропередач, нафто-газо проводами.
- Підготовка зарослих деревами / кущами майданчиків під будівництво
- Створення протипожежних смуг в лісових масивах
- Розчищення лісосмуг від пнів
- Розчищення зарослих лісом полів в сільському господарстві
- Розкорчування старих садів
- Відновлювати ґрунтових доріг

## Чи може мульчер працювати із заглибленням в ґрунт?
Мульчер - виконує роботи на поверхні і з заглибленням в землю - валить і подрібнює дерева і чагарники.  Основна причина в тому, що для подрібнення дерев і кущів потрібна велика швидкість різання / удару, в той час як при роботі в ґрунті - навпаки, швидкість повинна бути невеликою. Таким чином технічні рішення, закладені в конструкцію класичного мульчера, не дозволяють його одночасно використовувати в якості лісової фрези, і навпаки, ротоватор не слід використовувати в якості мульчера. Деякі виробники мульчерів допускають незначне заглиблення різців ротора в ґрунт для змішування мульчі з землею, як правило, на глибину не більше 3-7 см.

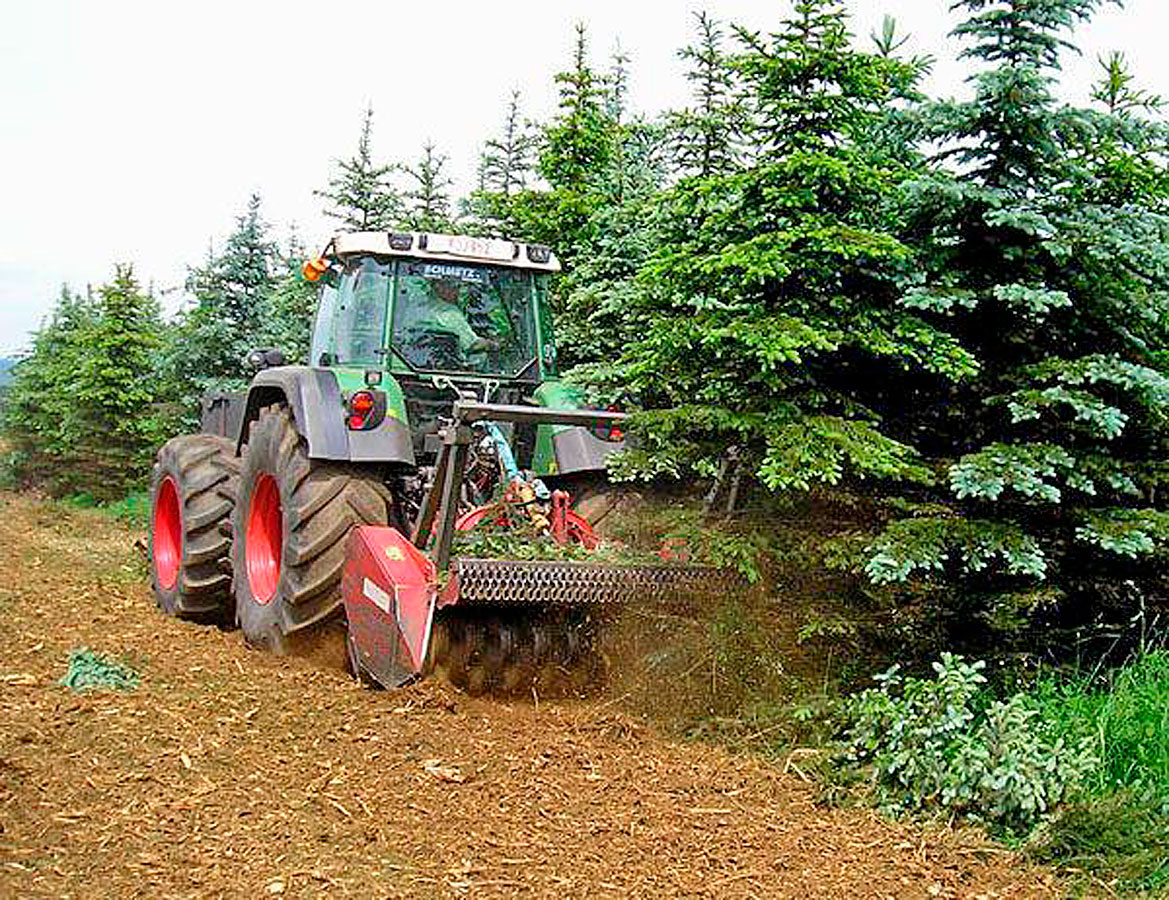
Робота мульчера із заглибленням

## Види мульчерів
Мульчери класифікують за типом приводу:
- від ВВП (валу відбору потужності) трактора;
- від гідравлічної системи трактора, навантажувача або екскаватора, на якому встановлений мульчер.

Можлива установка для мульчера на різні види шасі:
- на трактора, привід при цьому здійснюється від ВВП;
- на фронтальні навантажувачі, в цьому випадку привід здійснюється від гідравліки навантажувача;
- на екскаватори, привід при цьому здійснюється від гідравліки екскаватора.

До мульчера часто відносять і деякі моделі ґрунтових фрез (універсальні фрези), розроблені спеціально для роботи з зануренням ротора в ґрунт. Ґрунтові фрези дозволяють подрібнювати коріння і пні, розпушувати ґрунт. Деякі універсальні фрези можуть працювати і як мульчер, подрібнюючи дерева, і як ґрунтова фреза, подрібнюючи пні і коріння. На ряд фрез в якості опції встановлюється опорний коток, який виконує подвійну роль: у верхньому положенні замінює рамку-штовхач, в нижньому положенні ущільнює ґрунт. Ґрунтові фрези конструктивно складніші, в порівнянні з мульчером, оскільки абразивність ґрунту, наявність каменів пред'являють підвищені вимоги до зносостійкості та надійності всіх компонентів машини.

## Принцип роботи
Полягає в наступному. Мульчер їде з низькою швидкістю (зазвичай до 2 км/год), ротор обертається. Деревина, яка потрапляє під ротор, подрібнюється. Управління мульчером здійснюється водієм трактора. Робота, як правило, здійснюється в 3 етапи.
1. Тракторист відкриває капот і нахиляє дерево.
2. Ротор «вгризається» в дерево.
3. Тракторист закриває капот, їде в зворотному напрямку. При цьому подрібнюється деревина, що залишилася цілою після перших двох етапів.

Оскільки більшу частину часу тракторист їде в прямому напрямку (мульчером вперед), рекомендується працювати з тракторами, оснащеними реверсивним постом керування. Принцип роботи мульчера, встановленого на міні-навантажувач (компактний навантажувач, навантажувач з бортовим поворотом), схожий з принципом роботи мульчера, встановленого на трактор. Однак мульчер може бути піднято вище, ніж встановлений на тракторі. Це дає додаткову зручність в роботі. Як правило, встановлені на навантажувач мульчери забезпечують більшу ефективність у порівнянні з їх тракторними аналогами тієї ж потужності.

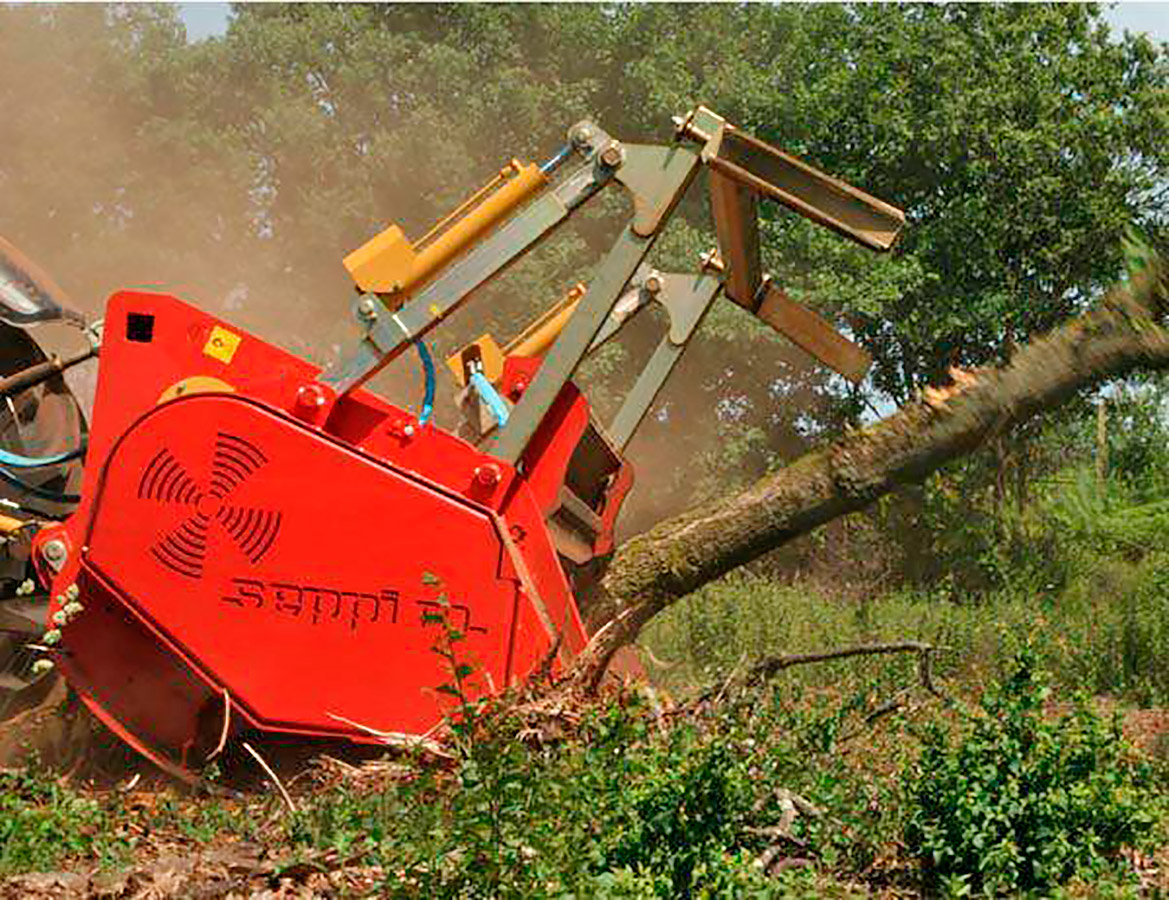
Мульчер в роботі

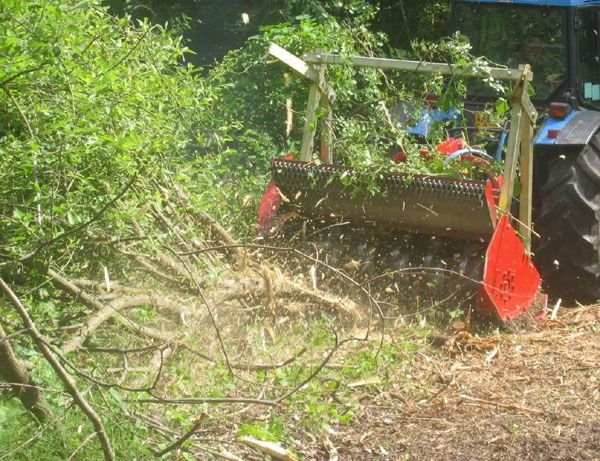
Мульчер подрібнює дерева

## Робочі органи машини
Основним робочим елементом будь-якого мульчера є ротор. Краще себе зарекомендував ротор з нерухомими різцями, який за інших рівних умов продуктивніше ротора з рухомими молотками на 15-30%, особливо на подрібненні пнів і стовбурів дерев. Різці та молотки для мульчера різних виробників не взаємозамінні. Більш того, різці та молотки для мульчера одного виробника, але різних моделей, також не завжди взаємозамінні. Тому при замовленні змінного інструменту необхідно уточнювати у виробника, модель обладнання та тип інструменту. Крім того, важливо звернути увагу на конструкцію ротора - краще, якщо він гладкої циліндричної форми, без ребер жорсткості, які призводять до підвищеного зносу та витрати палива. Ще одна найважливіша деталь - кріплення різців до тримачів. Тримачі приварені до ротора, а зуби кріпляться до тримачів за допомогою гвинтів (або болтів). Дуже важливо, щоб кріплення було просте, але і надійне, щоб кріпильний механізм не піддавався навантаженню та тертю. При цьому тримач повинен бути максимально захищений різцем від стирання та інших пошкоджень. При роботі від  ВВП, потужність трактора передається через карданний вал на редуктор. Редуктори розраховані на 540 або на 1000 об/хв.

## Виробники
Незважаючи на схожість конструкцій мульчерів, ріжучий інструмент (рухливі молотки і нерухомі різці) у різних виробників не взаємозамінні. У ряді випадків конструкція різців захищена патентами. Тому при придбанні мульчера рекомендується звертати увагу на доступність змінного інструменту. 
Правильно підібраний механізм забезпечить якісну і довгострокову роботу, мінімізує витрати при покупці та обслуговуванні машини в подальшому.